# جيمس أ. دالاس
جيمس أ. دالاس (بالإنجليزية: James A. Dallas)‏ هو مالك ملهى ليلي ‏ ومدرس وشخصية أعمال أمريكي، ولد في 19 ديسمبر 1917 في مونتيسيلو في الولايات المتحدة، وتوفي في 9 أبريل 2004 في فورت لودرديل في الولايات المتحدة.